# Europäischer Wels

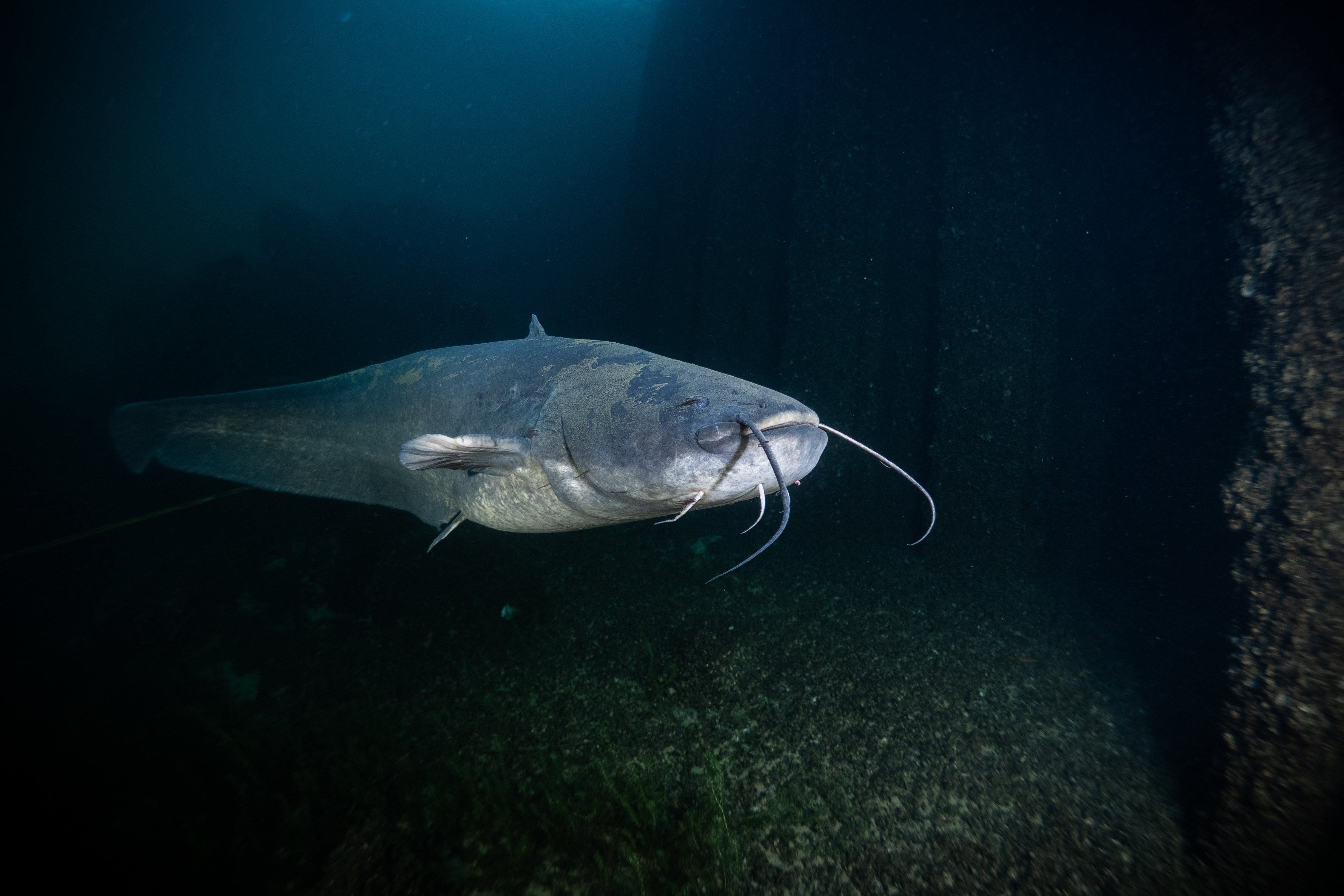
Wels auf Nahrungssuche

Der Europäische Wels oder Flusswels (Silurus glanis) ist der größte reine Süßwasserfisch Europas und neben dem Aristoteleswels (Silurus aristotelis) eine der beiden europäischen Arten in der Familie der Echten Welse (Siluridae). Regional wird er auch als Waller oder Schaidfisch sowie mit zahlreichen Abwandlungen dieser Namen bezeichnet. Welse sind vorwiegend nacht- und dämmerungsaktive Raubfische, die sich von lebenden und toten Fischen, aber auch von Wirbellosen und gelegentlich von kleinen Wasservögeln und Säugetieren ernähren. Ihre Aktivität ist im Jahresverlauf stark von der Temperatur und der Verfügbarkeit von Beutetieren abhängig und erreicht im Frühjahr nach der Winterruhe sowie im Spätherbst nach dem Ablaichen ein Maximum.
Das Verbreitungsgebiet des Welses erstreckt sich von Mittel- und Osteuropa bis Zentralasien. Dabei werden bevorzugt große Flüsse und Seen mit schlammigem Grund besiedelt. Welse kommen aber auch häufig in Seen mit geringem Salzgehalt, wie dem Kaspischen Meer, sowie in Brackwasserbereichen von Binnenmeeren, wie etwa in Teilen der Ostsee und des Schwarzen Meeres, vor. Die Art wird seit der Antike befischt und ist heute vor allem in Osteuropa von wirtschaftlicher Bedeutung, wo sie zunehmend auch in Aquakultur gezogen wird. In Mitteleuropa sind Welse dagegen vorwiegend als Sportfische bei Anglern beliebt und wurden deshalb auch in verschiedenen Gebieten, in denen sie ursprünglich nicht vorkamen, angesiedelt. Die Bestände sind heute meist stabil, teilweise aber von Besatz durch den Menschen abhängig.

## Etymologie
Der Wels ist von Carl von Linné 1758 als Silurus glanis wissenschaftlich erstbeschrieben worden. Er ist die Typusart der Gattung Silurus, die wiederum namensgebend für die Familie der Echten Welse (Siluridae) und die Ordnung der Welsartigen (Siluriformes) ist. Sowohl „Silurus“ als auch „glanis“ sind dabei lateinische Bezeichnungen für den Wels. Die deutschen Namen „Wels“ und „Waller“ und ihre regional gebräuchlichen Abwandlungen gehen wahrscheinlich auf dieselbe sprachliche Wurzel wie das Wort „Wal“ zurück, das aus dem urgermanischen „hwalaz“ entstanden ist, verwandt mit dem lateinischen „squalus“ („ein größerer Meerfisch, vielleicht der Meersaufisch“) und dem altpreußischen „kalis“ („Wels“). Der Wels könnte dabei als kleiner Wal des Süßwassers gesehen worden sein. Die Bezeichnung als „Schaiden“ oder „Schaidfisch“, in Ostösterreich auch als „Scharn“ oder „Scharl“, ist seit dem Althochdeutschen als „sceida“ nachgewiesen, ihr Ursprung ist allerdings unklar.

## Merkmale

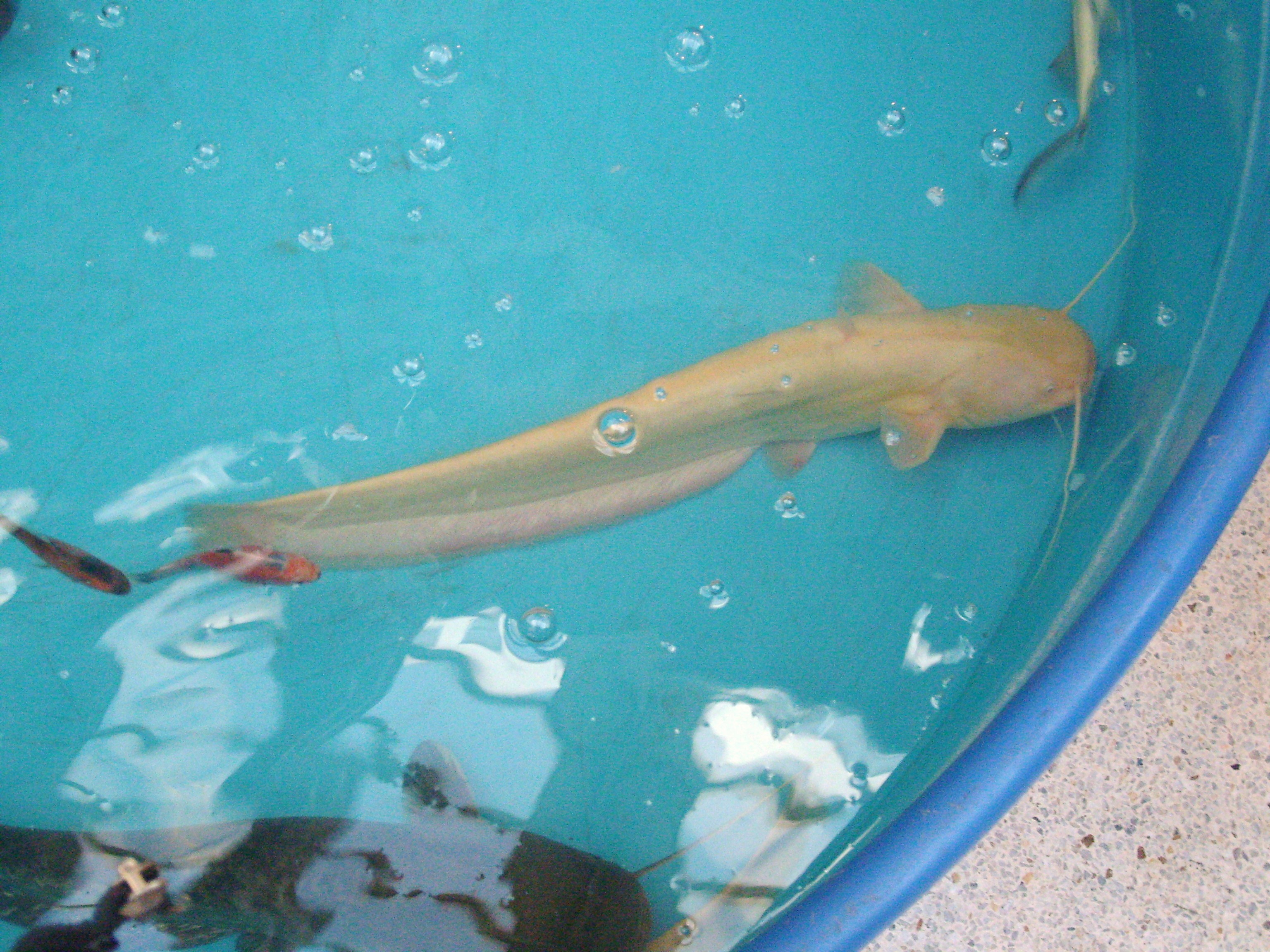
Albinotischer „weißer Wels“

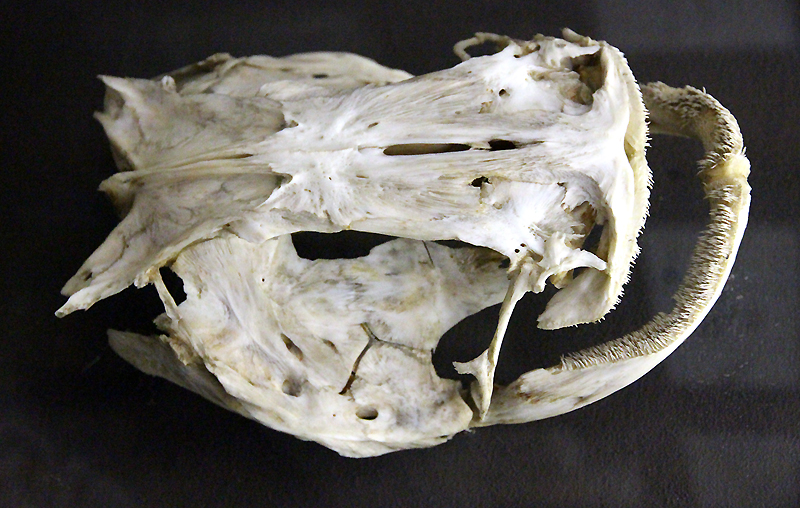
Beim Schädel ist das Gebiss mit den Bürstenzähnen gut zu erkennen.

Die Welse sind stämmige Fische mit langgestrecktem Körper, großem, breitem Kopf und glatter, schleimiger und vollständig schuppenloser Haut. Der Rumpf ist im vorderen Bereich kräftig gebaut und im Querschnitt rund, hinter dem After seitlich abgeflacht und schlanker. Die Zahl der Rippen liegt bei 72 bis 74. Eine vollständig entwickelte Seitenlinie verläuft entlang der Flanken und weist 70 bis 75 Kanälchen auf. Der Kopf macht mehr als 20 Prozent der Gesamtlänge aus und ist breit und abgeflacht mit kleinen Augen, die seitlich hinter einem Paar langer, knorpelverstärkter und hoch beweglicher Barteln am Oberkiefer sitzen. Zwei Paare kürzerer, unbeweglicher Barteln sitzen am Kinn. Die vorderen Nasenöffnungen treten deutlich hervor und liegen auf Höhe der Oberkieferbarteln zwischen diesen. Die hinteren Nasenöffnungen liegen dicht dahinter und sind gut entwickelt, was auf einen guten Geruchssinn hinweist. Das Maul ist groß, breit und endständig mit – vor allem bei älteren Tieren – vorragendem Unterkiefer und fleischigen Lippen. Die Zähne sind kleine, flache und nach hinten gerichtete Bürstenzähne. Sie sitzen im Unterkiefer in vier oder fünf Reihen, die in der Mitte durch die Kiefernaht geteilt sind. Zähne sitzen auch am Gaumen- und Pflugscharbein sowie an den Kiemenbögen, wo sie besonders klein sind. Die Kiemenöffnung ist groß und tief geschlitzt, ihr häutiger Rand bedeckt die Basis der Brustflossen. Die ventral sich überlappenden Branchiostegalmembranen haben 15 bis 16 Branchiostegalstrahlen, die Kiemenreuse zwölf Dornen.
Die Rückenflosse ist sehr klein und sitzt am Ende des ersten Körperdrittels. Sie hat einen Hartstrahl und drei bis vier Weichstrahlen. Eine Fettflosse ist nicht vorhanden. Die Brustflossen sind groß und kräftig und reichen bis zum Ansatz der Bauchflossen. Sie haben einen Hartstrahl, dessen Vorderseite glatt und dessen hinterer Rand gezähnt ist, sowie 14 bis 17 Weichstrahlen. Die deutlich kleineren Bauchflossen haben 11 bis 13 Weichstrahlen. Die Afterflosse verläuft langgestreckt am stark verlängerten Schwanzstiel und hat 84 bis 92 kräftige Weichstrahlen. Sie reicht dicht an die relativ kleine, gerundete und am Ende fast gerade abgeschnitten wirkende, 17- bis 19-strahlige Schwanzflosse heran – die beiden Flossen sind aber nicht verbunden.
Die Färbung ist relativ variabel und meist dem Lebensraum angepasst, so dass ruhende Welse gut getarnt sind. Die Körperoberseite ist meist dunkel mit grauer Grundfärbung, die von schwärzlich oder blauschwarz über dunkelbraun bis dunkelolivgrün variieren kann. Die Seiten sind heller und weisen gelegentlich einen violetten Schimmer auf. Über der Grundfärbung liegt meist eine wolkige bis tüpfelartige Marmorierung. Der Kopf ist dunkler gefärbt und einfarbig glänzend, der Lippensaum kann heller sein. Der Bauch ist hell bis weißlich, manchmal leicht rötlich und kann einfarbig oder scheckig sein. Die paarigen Flossen sind meist dunkel gelbbraun, braunrot bis bräunlich, die unpaaren Flossen bläulich schimmernd und violett angelaufen. Neben den normal gefärbten Tieren kommen auch einfarbig schwarzblaue oder albinotische Individuen vor.

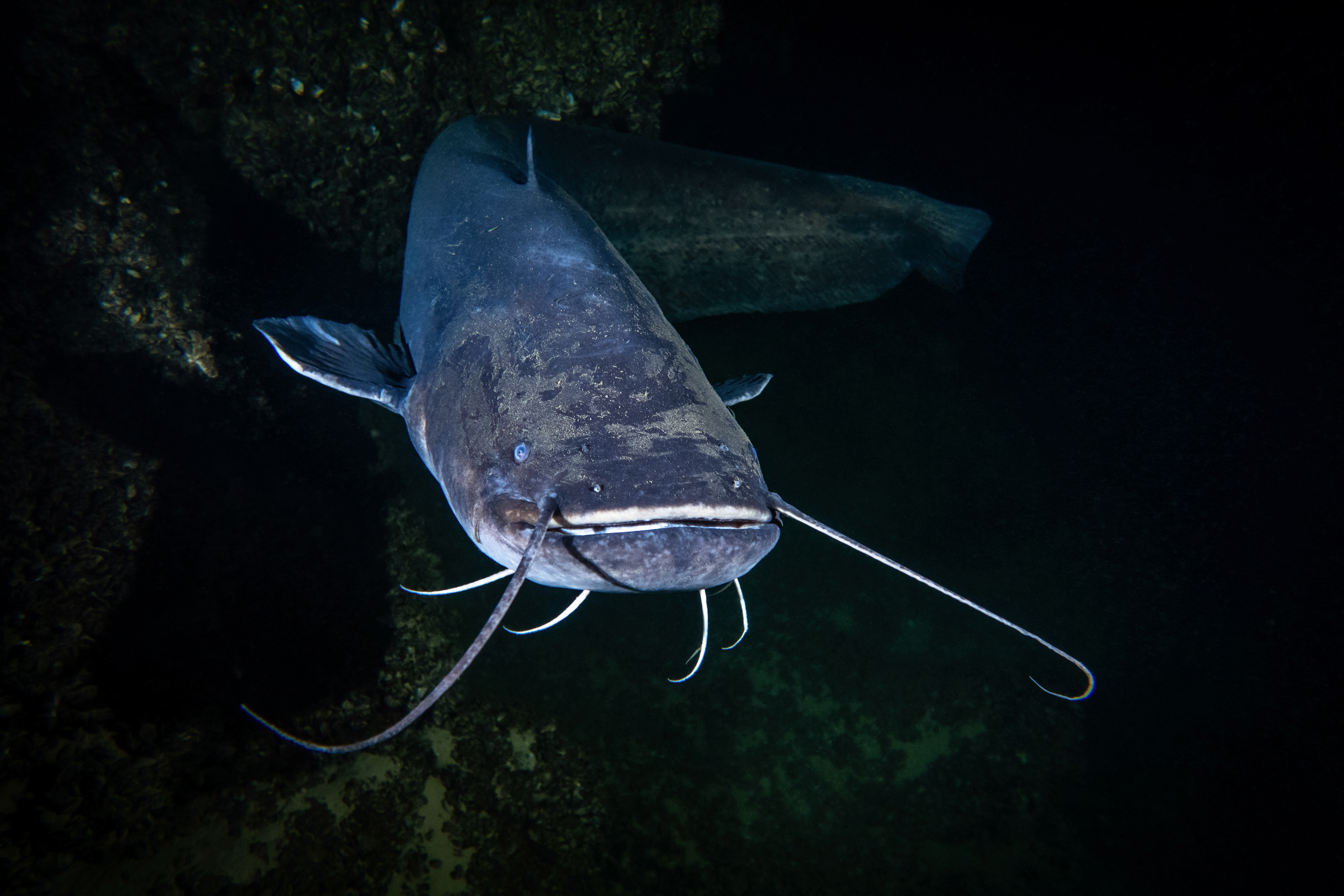
Wels von vorne mit gut erkennbaren Barteln

### Geschlechtsunterschiede
Welse weisen keinen auffälligen Geschlechtsdimorphismus auf. Die Männchen sind bei gleichem Alter aber meist etwas länger, alte Tiere weisen einen kantigeren Oberkiefer auf. Die Weibchen sind schwerer und haben besonders vor dem Ablaichen einen deutlich geschwollenen Unterleib. Beim Männchen ist die Afteröffnung schmaler mit zugespitzter, leicht gerunzelter Geschlechtswarze. Die Geschlechtswarze des Weibchens ist ovaler, geschwollen und endet gerundet.

### Größe
Welse erreichen, abhängig von ihrem Lebensraum, meist Körperlängen von einem bis eineinhalb Metern und dabei ein Gewicht von etwa 10 bis 50 Kilogramm. Da die Tiere zeitlebens wachsen, können sie allerdings auch deutlich größer und schwerer werden. Die Angaben über die Maximalmaße unterscheiden sich dabei bei verschiedenen Autoren beträchtlich. Häufig wird heute eine Länge von bis zu drei Metern und ein Gewicht von dann 150 Kilogramm angegeben. Die verlässlich dokumentierten größten Fänge mit der Angel waren ein 144 Kilogramm schweres und 2,85 Meter langes Tier aus dem Po. Ein 148 Kilogramm schweres Exemplar wurde in Bulgarien gefangen. Der Wels ist damit der größte ständig im Süßwasser lebende Fisch Europas. Er wird nur von den Stören (Acipenser) übertroffen, die allerdings anadrome Wanderfische sind, die nur zum Laichen in Flüsse eindringen.
Aus dem achtzehnten und neunzehnten Jahrhundert liegen verschiedene schlecht verifizierbare Berichte über deutlich größere Tiere vor. So wurde von bis zu fünf Meter langen und über 300 Kilogramm schweren Welsen im Dnepr in der Ukraine berichtet und ein ohne Eingeweide gewogenes, 375 Kilogramm schweres Tier soll 1731 in der Oder gefangen worden sein. Diese Maße werden von einigen Autoren bis heute übernommen und häufig mit der Anmerkung versehen, dass Tiere dieser Größe heute nicht mehr vorkommen. Eine Arbeit aus 2016 zeigt allerdings deutlich, dass es sich bei manchen dieser Berichte um Verwechslungen mit dem Hausen handelt und die genannten Gewichte für Welse dieser Länge unrealistisch niedrig wären, so dass solche Berichte über Riesenwelse als unglaubwürdig zu gelten haben.
Das Alter kann anhand der Zuwachsringe der Wirbel oder Brustflossenstrahlen bestimmt werden. Das höchste dokumentierte Alter liegt bei 60 Jahren in Gefangenschaft und bei 80 Jahren für ein wildlebendes Tier. Schätzungen für das mögliche Höchstalter belaufen sich auf etwa 100 Jahre.

### Innere Anatomie und Molekularbiologie
Auf den kräftigen, muskulösen Rachen folgt ein stark dehnbarer Magen, der in drei aufeinanderfolgende Abschnitte gegliedert ist. Der Darm hat drei Windungen, die Gesamtlänge des Verdauungstrakts übersteigt die Körperlänge. Die Leber ist relativ groß. Die Schwimmblase erstreckt sich über etwa 80 Prozent der Körperhöhle und ist damit auffällig groß. Sie weist eine längs verlaufende Scheidewand auf, ist am hinteren Ende mit der Wirbelsäule und über den aus den Rippenknochen hervorgegangenen Weberschen Apparat mit den Hörorganen verbunden. Die Geschlechtsdrüsen sind relativ klein und liegen im hinteren Bereich der Bauchhöhle.
Der Chromosomensatz besteht aus 30 Paaren (2n = 60).

## Vorkommen und Bestände

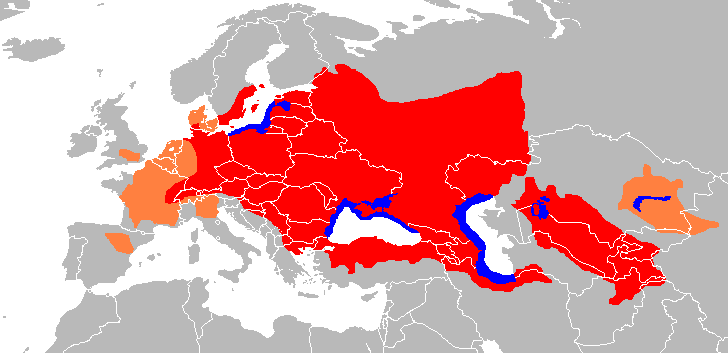
Verbreitungsgebiet des Welses.
Ursprüngliches Verbreitungsgebiet
Küstenvorkommen
durch den Menschen etablierte Vorkommen

Das ursprüngliche Verbreitungsgebiet des Welses erstreckt sich von der Elbe und dem Doubs in Ostfrankreich über Südschweden, Ost- und Südosteuropa (mit Ausnahme der Mittelmeerküste) und die Türkei bis zum Aralbecken und Afghanistan. Im Flusssystem des Rheins kommt er natürlich hinab bis etwa zur Mündung der Ill bei Straßburg vor. Subfossile Funde weisen allerdings darauf hin, dass die Art ehemals auch weiter nördlich im Rhein und seinen Nebenflüssen bis zur Mündung in die Nordsee vorkam. Ein mögliches Überbleibsel dieser früheren Verbreitung stellt die Population im Haarlemmermeer in den Niederlanden dar. Neben stehenden und fließenden Süßgewässern des Inlands findet er sich auch im Kaspischen Meer sowie in Brackwasserbereichen der Ostsee und des Schwarzen Meers.
Vom Menschen wurde die Art als Aquakultur- und Sportfisch auch außerhalb des natürlichen Verbreitungsgebiets ausgesetzt, so in Spanien, Italien und Kasachstan. In den Beneluxstaaten und in Frankreich wurde sie erfolgreich wiederangesiedelt, auch in Gebieten, in denen sie archäologisch nicht nachweisbar sind, so in Frankreich ab 1857 im Gebiet der Rhone. Im Süden Großbritanniens wurden Welse ab 1880 in Seen ausgesetzt, die Besiedlung größerer Flüsse gelang allerdings kaum, wahrscheinlich auf Grund klimatischer Bedingungen. In Südfinnland und möglicherweise auch in Dänemark wurden die ausgewilderten Bestände wieder ausgerottet. In einigen Regionen, in denen der Wels ursprünglich nicht vorkam, wird er heute als Schädling angesehen, da er die einheimischen Fischbestände bedroht.
Die Art gilt allgemein als nicht bedroht, die Bestände sind aber teilweise vom Besatz durch den Menschen abhängig, da die Laichgründe häufig durch den Ausbau von Flüssen bedroht sind. Im Nordwesten des Verbreitungsgebiets, insbesondere in Südschweden, ist die Zahl der Welse auf Grund ungünstiger klimatischer Bedingungen und weniger geeigneter Lebensräume rückläufig. In Nordgriechenland, wo die Art natürlich in einzelnen Seen vorkommt, wurden einzelne Populationen durch die Konkurrenz mit ausgesetzten anderen Arten wie dem Aristoteleswels (Silurus aristotelis) verdrängt. In der Berner Konvention wird der Wels in Anhang III als geschützte Tierart geführt.

### Klimawandel
Durch den Klimawandel und die dadurch steigenden Wassertemperaturen profitiert der Wels enorm: Die Tiere können jährlich früher laichen und weniger Jungfische sterben, wodurch mehr Tiere die Geschlechtsreife erreichen und sich weiter vermehren können. Populationen in Deutschland steigen dadurch an. Auch steigt die durchschnittlich erreichte Größe: Das Leibniz-Institut für Gewässerökologie und Binnenfischerei erwartet in Deutschland in naher Zukunft flächendeckende Vorkommen von Exemplaren über 1,5 Meter.

## Systematik und Evolution
Innerhalb der Gattung Silurus kann der Europäische Wels der europäisch-westasiatischen glanis-Gruppe zugeordnet werden, die der ostasiatischen cochinchinensis-Gruppe gegenübergestellt wird. Das Schwestertaxon könnte Silurus triostegus sein, mit dem er die glatte Vorderseite des Brustflossenhartstrahls gemeinsam hat. Neuere molekularbiologische Untersuchungen zu den Verwandtschaftsverhältnissen fehlen allerdings. Innerhalb der Art Silurus glanis werden keine Unterarten unterschieden.
Der Ursprung der Gattung Silurus liegt wahrscheinlich in Asien, von wo aus sie über das Kaspische und Schwarze Meer, Dnepr, Wolga und Donau nach Westen vordrang. Beim Europäischen Wels weisen die Populationen verschiedener Regionen nur relativ geringe genetische Unterschiede auf, was darauf hinweist, dass die Art sich nach den Eiszeiten aus einem einzelnen Refugium, wahrscheinlich im Raum der Wolga, ausgebreitet hat. Die ältesten Fossilfunde, die dem Europäischen Wels zugeordnet werden, sind etwa 8000 Jahre alt.

## Habitat

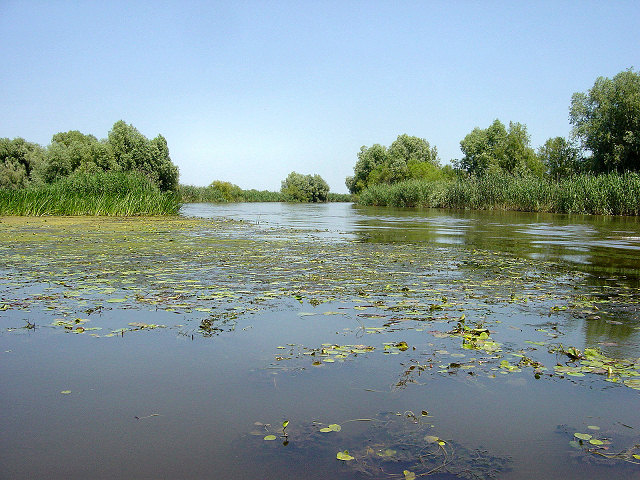
Uferbereich des Wolgadeltas mit reichem Bewuchs an Wasserpflanzen

Welse sind wärmeliebende Fische, die bevorzugt in großen, stehenden oder langsam fließenden Gewässern leben. Brackwasserbereiche in Flussmündungen oder Küstennähe werden bis zu einem Salzgehalt von maximal 15 ‰ besiedelt. Sie bevorzugen dabei Flachwasserbereiche bis maximal etwa 30 Meter Tiefe. Gegenüber Verschmutzung und geringen Sauerstoffkonzentrationen sind die Tiere relativ unempfindlich. Auf Grund eines hohen Hämoglobingehalts des Bluts von 30 bis 35 % sind Welse in der Lage, auch bei geringen Sauerstoffkonzentrationen von bis zu etwa 3 mg/l zu überleben. Ihr physiologisches Temperaturoptimum liegt bei 25 bis 27 °C, es werden aber auch deutlich niedrigere Wassertemperaturen gut vertragen, wobei allerdings das Wachstum eingeschränkt sein kann. Ausgewachsene Tiere bevorzugen ruhige, mit Wasserpflanzen bewachsene Bereiche und sind standorttreue und wahrscheinlich territoriale Einzelgänger. Jungfische im ersten Jahr halten sich dagegen auch im mittleren, strömenden Bereich von Flüssen auf und können in Gruppen angetroffen werden.

## Lebensweise

### Aktivität
Welse sind lichtscheu und überwiegend nachtaktiv, wobei die Aktivitätsmuster sich allerdings, abhängig von der Jahreszeit, deutlich unterscheiden können. Besonders bei fallendem Luftdruck, der mit Hilfe der Schwimmblase wahrgenommen wird, sind sie auch tagsüber aktiv; sonst ruhen die Tiere bis zum Einbruch der Dunkelheit meist am Grund zwischen Wasserpflanzen, unter überhängenden Ufern oder Baumwurzeln. Unter Wassertemperaturen von 4 bis 7 °C stellen die Tiere die Nahrungsaufnahme ein. Sie überwintern in Flüssen in Uferspalten oder Gruben in Ufernähe, in Seen im unteren Drittel der Wassersäule oder auf schlammigem Grund liegend.

Zwischen Mai 2009 und Februar 2011 wurden in der Rhone Welse bei atypischen Verhaltensweisen beobachtet: die normalerweise einzelgängerischen Tiere wurden in Gruppen angetroffen, welche bis zu 44 groß gewachsene Exemplare umfassten (größte beobachtete Länge: 2,10 Meter). Einerseits handelte es sich nicht um eine Schwarmbildung, da die Schwimmbewegungen unkoordiniert waren und die Tiere teilweise zusammenstießen, und andererseits konnte ausgeschlossen werden, dass es den Welsen um Fortpflanzung, die Suche nach Futter oder den Schutz vor Angreifern gegangen sein könnte. Diese Gruppen erreichten eine Biomassedichte von bis zu 40 Kilogramm pro Quadratmeter Flussgrund.

### Ernährung und Beutefang

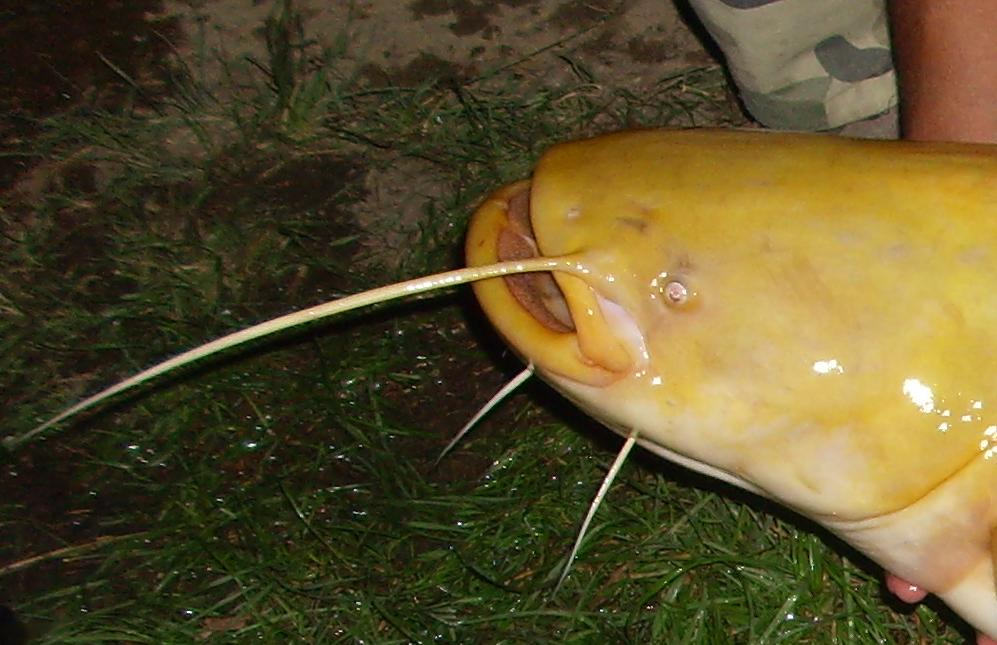
Kopf eines albinotischen Welses mit gut erkennbaren Barteln

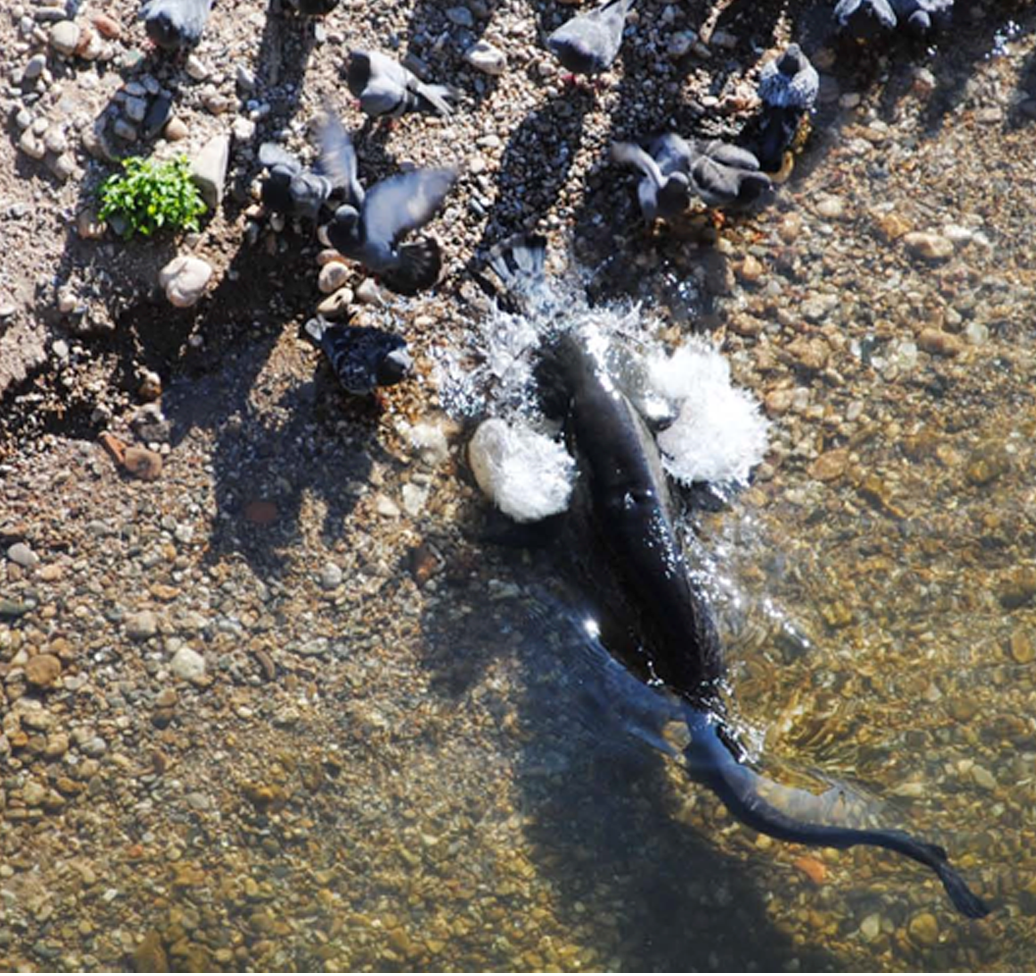
Ein Wels greift aus dem Flachwasser heraus am Ufer sitzende Tauben an.

Welse sind opportunistische Raubfische, die als Beute nahezu alles annehmen, was von der Größe her bewältigt werden kann. Den größten Anteil machen dabei meist diejenigen Fische aus, die in dem entsprechenden Gewässer dominieren, wie zum Beispiel Schleien, Rotaugen oder Karpfen. Neben lebenden und toten Fischen werden auch Amphibien, Krustentiere, Insekten, Würmer und andere Wirbellose, junge Wasservögel und auch Tauben sowie gelegentlich Pflanzen und Säugetiere, vor allem Nager, gefressen. Im Vergleich zu anderen großen Süßwasserraubfischen wie Hecht oder Zander fressen große Welse Beutetiere sehr unterschiedlicher Größe, was zu einer effektiveren Nutzung des Nahrungsangebots führt. Aus diesem Grund haben Welse einen geringeren Einfluss auf den Bestand wirtschaftlich bedeutender Fischarten.
Die Beute wird vorwiegend nachts gefangen, wobei die Augen wahrscheinlich keine Rolle spielen. Welse verfügen über einen hervorragenden Geruchs- und Geschmackssinn, der Rezeptoren für süß, sauer, bitter und salzig umfasst, die sich im Maul, an den Lippen, auf den Barteln, aber auch an den Flossen sowie in der Haut des Kopfes und des Vorderkörpers befinden. Das Gehör der Tiere ist extrem empfindlich und besonders auf Geräusche von über der Wasseroberfläche spezialisiert, was durch eine Verbindung der Schwimmblase mit den Hörorganen über den aus den Rippenknochen hervorgegangenen Weberschen Apparat erreicht wird. Das machen sich auch Sportfischer zunutze, die mit einem Paddel an der Oberfläche spezielle Geräusche erzeugen, welche Welse anlocken können. Daneben besitzen Welse Elektrorezeptoren und einen ausgeprägten Tastsinn, der auf den Barteln, dem Unterkiefer und dem Seitenlinienorgan beruht. Beutefische werden meist verfolgt und von hinten erfasst, wobei chemische und hydrodynamische Signale im Nachstrom fliehender Fische zur Orientierung genutzt werden.
Die Nahrungsaufnahme ist stark von der Wassertemperatur abhängig. Während von November bis März fast keine Nahrung aufgenommen wird, beginnt mit der höheren Verfügbarkeit von Beutetieren im Frühjahr eine Phase intensiverer Nahrungsaufnahme. Im Juni und Juli wandern viele Fische in tiefere Gewässer, so dass die Welse weniger Beute machen. Nach der Laichzeit im August folgt ein weiterer Höhepunkt der Nahrungsaufnahme.

### Fortpflanzung und Entwicklung
Die Laichzeit der Welse ist abhängig von der Wassertemperatur und beginnt meist, wenn diese auf 17 bis 18 °C angestiegen ist. In Ungarn beginnt sie bereits Anfang April, in Mitteleuropa fällt sie meist auf die Monate Mai bis Juli. Das Männchen bereitet einen Laichplatz vor, indem es eine ufernahe Grube, meist in 40 bis 60 Zentimetern Wassertiefe und häufig von Weidenwurzeln geschützt, mit Schwanzschlägen ausspült und weiches Pflanzenmaterial mit dem Maul an den Untergrund presst. Hier wartet es auf ein geeignetes Weibchen. Dem Laichakt geht ein stürmisches Vorspiel voraus, bei dem das Männchen seine Partnerin nahe der Wasseroberfläche verfolgt. Die Paarung findet meist in den Abendstunden bei Wassertemperaturen von 22 bis 23 °C statt. Das Männchen umschwimmt dabei das Weibchen, treibt es um das Nest und stößt mit dem Maul gegen seinen Bauch. Über dem Nest schwimmt das Männchen an die Seite des Weibchens und windet sich um dessen Bauchpartie. Nach wenigen Sekunden befreit sich das Weibchen, sinkt zum Grund und lässt die Eier ab, gefolgt von der Spermienabgabe des Männchens. Der gesamte Prozess wiederholt sich im Laufe von eineinhalb bis zwei Stunden mehrmals. Menge und Größe der Eier schwanken mit dem Ernährungszustand und der Größe des Weibchens, pro Kilogramm Körpergewicht werden etwa 20.000 bis 25.000 Eier produziert, die einen Durchmesser von 1,4 bis 2 Millimeter aufweisen. Nach der Befruchtung schwellen die Eier an und können bis zum Schlupfzeitpunkt einen Durchmesser von 4,5 Millimeter erreichen. Sie sind sehr klebrig und bilden große Klumpen, in die Wasser nur schlecht eindringt, was zu einer schlechten Sauerstoffversorgung und zu Verpilzung führen kann. Das Männchen bleibt möglicherweise deswegen bis zum Schlüpfen der Brut beim Gelege, bewacht es und fächelt ihm alle drei bis fünf Minuten mit der Schwanzflosse frisches Wasser zu.
Die kaulquappenähnlichen Larven schlüpfen, abhängig von der Wassertemperatur, nach zwei bis drei Tagen. Unmittelbar nach dem Schlüpfen ist der Nachwuchs weitestgehend hilflos und sinkt auf den Gewässergrund, nach weiteren zwei bis drei Tagen beginnen die Tiere sich aktiv zu bewegen. Sie sind sehr lichtempfindlich, sterben im direkten Sonnenlicht ab und suchen nach Möglichkeit dunkle Gewässerbereiche auf. Der Dottersack ist nach etwa zehn Lebenstagen aufgebraucht; ab diesem Zeitpunkt beginnen die Larven, ihre Nahrung am Grund aber auch im Freiwasser zu suchen. Zu Beginn ernähren sie sich vorwiegend von Zooplankton, später erweitert sich das Nahrungsspektrum um Krebstiere, Insektenlarven, kleine Schnecken und Tubifex. Nach etwa zwanzig Tagen beginnen die larvalen Merkmale zu verschwinden; zu diesem Zeitpunkt haben die jungen Welse eine Länge zwischen 2,2 und 2,5 Zentimetern erreicht. Ab einer Körperlänge von 2,5 bis drei Zentimetern beginnen sie, anderer Fischbrut nachzustellen. Bei Nahrungsmangel kommt es unter dem Welsnachwuchs zu Kannibalismus, der sich bei anhaltendem Mangel verstärkt. Auch pflanzlicher Detritus wird abhängig von der Nahrungsverfügbarkeit in gewissen Mengen aufgenommen. Generell machen aber im ersten Lebensjahr Wirbellose den weitaus größten Teil der aufgenommenen Nahrung aus.
Welse wachsen schnell heran und erreichen im ersten Jahr eine Länge von durchschnittlich 20 bis 30 Zentimetern, maximal fast einen halben Meter und bis zu 500 Gramm Gewicht. Mit zwei Jahren werden im Schnitt 40 Zentimeter erreicht und ein Meter mit etwa sechs bis sieben Jahren. Der größte Teil des Wachstums findet, temperatur- und nahrungsabhängig, im Frühjahr statt. Daher variieren die Wachstumsraten in verschiedenen Regionen des Verbreitungsgebiets abhängig vom Klima deutlich. Die Geschlechtsreife wird bei einem Gewicht von ein bis zwei Kilogramm mit etwa drei bis vier Jahren erreicht, in kalten Klimaten aber auch erst mit etwa neun Jahren. Mit dem Erreichen der Geschlechtsreife nimmt die Rate des Längenwachstums ab, dafür steigt die relative Gewichtszunahme. Insgesamt sind die Wuchsraten bei Männchen, bezogen auf Länge und Gewicht, höher als bei den Weibchen.

## Krankheiten und Parasiten

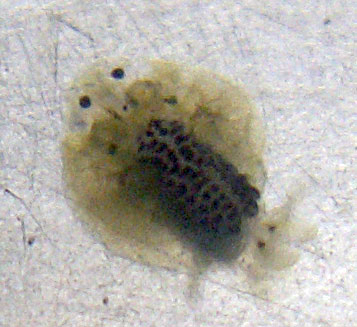
Etwa 4 mm große Fischlaus

Verschiedene Erkrankungen und Parasiten des Welses sind aus Untersuchungen an Wildfängen und vor allem aus Beobachtungen in der Aquakultur bekannt. Besonders die Eier sind gegenüber Bakterien, Pilzen, Parasiten und Verlusten durch Wasserinsekten wie Käfer, Wanzen und Libellenlarven anfällig. Erwachsene Tiere sind Wirte für verschiedene Bakterien, darunter Flavobakterien und Arten der Gattungen Aeromonas und Vibrio. An eukaryotischen Parasiten wurden über 50 verschiedene Arten beschrieben, darunter verschiedene Einzeller wie Apicomplexa, aber auch Fadenwürmer, Bandwürmer und Fischläuse. In Welszuchten gehen die stärksten Verluste auf Ichthyophthiriose zurück. Ein artspezifisches Virus, das „European sheatfish virus“ (ESV) aus der Gattung Ranavirus in der Familie der Iridoviridae, wurde 1989 beschrieben. Daneben ist die Art auch für Viren aus der Familie der Rhabdoviridae wie den Erreger der Frühlingsvirämie der Karpfen empfänglich. In freier Wildbahn spielen Erkrankungen und Parasitenbefall besonders als Folge von Umweltstress wie Verschmutzung oder Sauerstoffmangel eine Rolle, während in der Aquakultur teilweise ganze Jungfischanzuchten erkranken und sterben können.

## Kulturelle Bedeutung und Nutzung

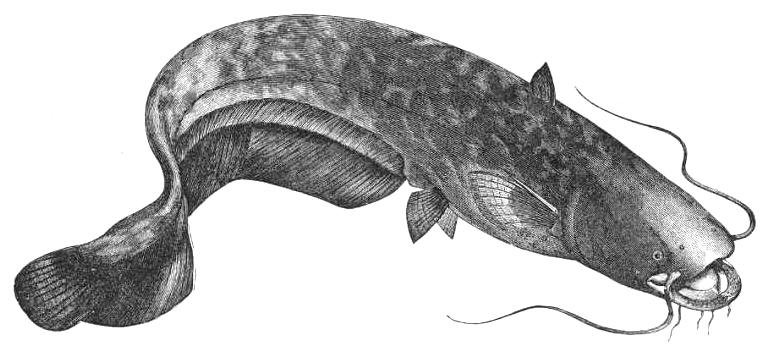
Historische Welsdarstellung von 1886

Waller im Wappen von Steindorf am Ossiacher See

Aufgrund seiner Größe und auffälligen Gestalt ist der Wels ein bekannter Speisefisch, der besonders in Osteuropa Eingang in Sagen und Legenden gefunden hat. Sein Fleisch und Fett wurde mancherorts zu Heilzwecken eingesetzt. Im vierten Jahrhundert wurde er von dem römischen Dichter Decimus Magnus Ausonius als nostrae mitis balaena Mosellae („sanfter Wal unserer Mosel“) bezeichnet. Diese Formulierung griff Conrad Gessner in seinem Fischbuch auf und schrieb, dieser Fisch könne – so eine zeitgenössische Übersetzung – „ein teutscher Wallfisch genennet werden“. Zugleich kommentierte Gessner allerdings auch, der Wels sei ein „sehr scheußlicher grosser schädlicher Fisch“, und schrieb ihm unter Berufung auf überlieferte Funde von menschlichen Knochen im Magen von Welsen „eine tyrannische grimmige und frässige art“ zu. Ob Ausonius in seinem Text letztlich tatsächlich den Wels gemeint hat, ist fraglich. Im Originaltext wird für den Fisch zwar das Wort silurus verwendet, dennoch haben Übersetzer anhand des beschriebenen Verhaltens (Wanderbewegungen) den erwähnten Fisch als Stör identifiziert.
In den Medien wird immer wieder über außergewöhnlich große Fänge berichtet sowie gelegentlich über Angriffe auf Haustiere.
Presseecho fand 2001 die Moderne Sage um den angeblichen Wels „Kuno“ im Volksgarten-Weiher bei Mönchengladbach, von dem behauptet wurde, er habe einen jungen Dackel gefressen. Bislang gibt es keine nachweislich bekannten Fälle von Hunden, die einem Wels zum Opfer fielen.
Junge Welse lassen sich außerdem gut in Kaltwasseraquarien halten, wogegen größere Tiere empfindlicher sind und sich nur für große Schauaquarien eignen. Für diese werden albinotische Welse gezielt gezüchtet.
Die wirtschaftliche Bedeutung des Welses ist in den verschiedenen Regionen seines Verbreitungsgebiets unterschiedlich. In Ost- und Südosteuropa wird er kommerziell befischt und zunehmend auch in Aquakultur gezogen. Sein Fleisch ist weiß, mild im Geschmack, grätenarm und hat einen Fettgehalt von sechs bis acht Prozent. Es wird frisch, getrocknet, geräuchert oder gesalzen vermarktet. Die Eier werden am Kaspischen Meer teilweise als Kaviar verwendet. Schwimmblase und Knochen können zu Leim oder Gelatine, die Haut zu Leder verarbeitet werden. In Mitteleuropa gilt er dagegen oft als potentieller Schädling, der die wirtschaftlich genutzten Karpfen- und Schleienbestände reduziert. Da er allerdings vorwiegend wirtschaftlich unbedeutendere Fische frisst, kann sein Einfluss auf die Nutzfischbestände auch positiv sein. Gelegentlich wurden Welse zur biologischen Kontrolle von Karpfenfischen eingesetzt, wozu sie sich allerdings auf Grund ihres relativ breiten Beutespektrums schlechter eignen als andere Raubfische.

### Fischerei

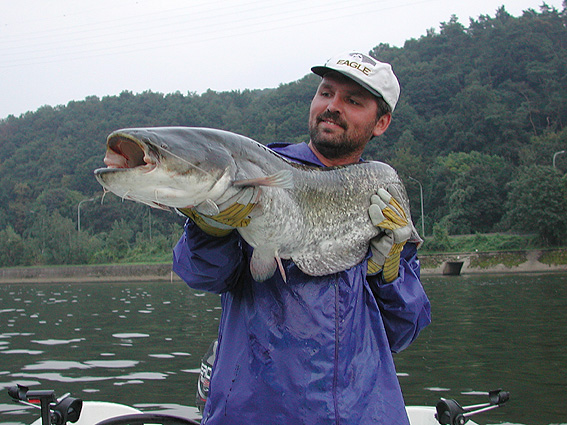
Angler mit gefangenem Wels

Kommerzielle WelsfischereiIm Donauraum werden Welse mindestens seit dem zweiten Jahrhundert mit verschiedenen Methoden befischt. Hierzu wurden meist Berührungsnetze eingesetzt, die aus einem Grundteil und zwei mit einer Rute verbundenen Flügeln bestehen und bei Kontakt mit dem Fisch aus dem Wasser gehoben werden konnten. Alternativ wurde ein hohler Baumstamm als möglicher Unterschlupf versenkt und regelmäßig aus dem Wasser gehoben und kontrolliert. Daneben waren Unterwasserzäune gebräuchlich, bei denen die Welse in Durchlässe getrieben wurden, wo sie mit einer Reuse oder von einem mit Stecheisen ausgerüsteten Fischer gefangen wurden. Auch der Fang mit Leine und Haken, häufig mit Rindfleisch als Köder, sowie die Hamenfischerei waren gebräuchlich, wobei bei letzterer gezielt die Unterschlupfmöglichkeiten in Ufernähe abgesucht wurden. Der moderne Welsfang setzt meist Reusen oder Grundangelruten ein. Der weltweite Fang beträgt über 10.000 Tonnen pro Jahr, wobei der größte Teil der Fänge auf die Staaten der GUS entfällt.
Sportfischen auf WelseHierbei wird den Welsen mit speziellen, sehr stark ausgelegten Handangeln nachgestellt. Als Köder wird oftmals ein Köderfisch oder Tauwurmbündel verwendet, welche an einem oder mehreren Haken befestigt wird. Dieser Köder kann dem Wels nun über verschiedene Montagen wie die Abspannen-Montage, U-Posen-Montage oder auch die Bojen-Montage angeboten werden. Der Fischereisport auf Welse erfreut sich immer größerer Beliebtheit, was nicht zuletzt an der extremen Kraft der Fische im Drill liegt: Welse können zum Anbeißen provoziert werden, indem ein Wallerholz ruckartig ins Wasser eingetaucht wird.

### Aquakultur
Europäische Welse werden seit Beginn des 20. Jahrhunderts vor allem in Ungarn in Teichkulturen gezüchtet. Seit den späten 1950er Jahren wurde die Kultur auch in anderen Ländern Ost- und später auch Südost- und Mitteleuropas eingeführt. Neben der Haltung in Teichen hat hier die Kultur in Netzen innerhalb größerer Gewässer und in modernen Kreislaufanlagen zunehmende Bedeutung. Welse können in Gefangenschaft halbkünstlich oder künstlich vermehrt werden. Die halbkünstliche Vermehrung geschieht dabei durch gezieltes Umsetzen in Laichgewässer mit geeignet vorbereiteten Nestern. Zur künstlichen Vermehrung werden die Tiere durch das Injizieren von Hypophysenextrakt behandelt, wonach die Geschlechtsprodukte durch Abstreifen gewonnen und künstlich zusammengebracht werden können.
Der Umfang der Aquakultur Europäischer Welse betrug etwa 2000 Tonnen außerhalb Russlands, wovon etwas über die Hälfte auf Bulgarien entfiel. Problematisch sind vor allem die relativ hohen Kosten im Vergleich zu den außerhalb Europas gezüchteten Welsen aus den Familien der Haiwelse (Pangasiidae), Katzenwelse (Ictaluridae) und Kiemensackwelse (Clariidae). Um die Erträge zu steigern, wurden Versuche unternommen, eingeschlechtliche Bestände zu erzeugen, wobei Männchen ein schnelleres Wachstum und höhere Schlachtausbeuten aufweisen als die Weibchen. Versuche mit triploiden Tieren führten zu verringertem Wachstum und geringeren Überlebensraten.

### Angriffe auf Menschen
Wels-Angriffe auf Menschen sind ungewöhnlich und extrem selten, finden aber dann meist große mediale Beachtung. Menschen gehören nicht in das Beutespektrum des Welses und Bisse mit den kleinen und stumpfen Zähnen führen bei Erwachsenen als auch Kindern höchstens zu Schürfwunden und stellen somit keine ernste Gefahr dar. Bei den bekannt gewordenen Angriffen versuchen die Tiere wahrscheinlich Eindringlinge zu vertreiben, um ihren Nachwuchs vor Fressfeinden zu schützen. Insbesondere große Männchen können während der Brutpflege aggressiv werden und in seltenen Fällen auch Schwimmer, die ihrem Nest zu nahe kommen, beißen. Berichte über Welse, die als Jagd auf badende Kinder interpretiert wurden, sind auf solche Vorfälle zurückzuführen: So ist beispielsweise ein Fall von 2015 bekannt, bei dem ein 14-jähriges Mädchen im Felser See bei Thürnthal von einem großen Wels am Unterschenkel gepackt worden war. Das Mädchen erlitt Schürfwunden, und der Angriff wurde fälschlich als Jagdverhalten des Fisches gedeutet.
Im Jahr 2014 wurde ein Schwimmer im Reinickendorfer Flughafensee in Berlin von einem Wels angegriffen. Dieser packte ihn am Fuß und verursachte blutende Schürfwunden. 2016 wurde eine Schwimmerin im Badesee im niederbayerischen Kirchroth von einem etwa 2 m großen Tier gebissen. 2017 wurde eine 10-Jährige in der Meurthe ebenfalls von einem Wels gepackt. Eine weitere Schwimmerin wurde 2021 im Greifensee angegriffen. In allen drei Fällen erlitten die Schwimmerinnen nur leichte Hautverletzungen.
Im Juni 2025 griff ein 90 kg schwerer Wels fünf Badegäste im Brombachsee in Bayern an und wurde schließlich, nachdem er als Sicherheitsrisiko für die Badegäste und Besucher eines am See stattfindenden Electro-Musikfestival eingeschätzt worden war, von der Polizei erschossen. Fische reagieren mit ihren verschiedenen Wahrnehmungsmöglichkeiten sensibel auf Töne und können gerade durch Bässe gestresst werden. Deshalb wurde vermutet, dass dieser Vorfall im Zusammenhang mit dem Musikfestival stand. Anfang Juli 2025 biss erneut ein Waller einen Schwimmer im selben See und verletzte ihn.

## Dokumentationen
- Bertrand Loyer: Riesenfische in unseren Flüssen. Arte (Frankreich), 2015, 44 Min.